# 点唱机音乐剧
点唱机音乐剧（Jukebox Musical）是一种音乐剧或者歌舞片的形式。通常是指的那种主要基于已有的热歌金曲创作的音乐剧。
通常其中的歌曲都是使用的某一歌手或是乐队的歌曲，并编排出相应的故事情节将所有的歌曲串连起来，但有时候音乐剧的情节和歌曲内容并不十分相关。
其中一种常见的点唱机音乐剧形式是，以某一流行歌星或摇滚乐队生平传记为主要故事线，让主角们在故事中表演他们自己的音乐。大部分点唱机音乐剧会基于既有金曲创作，但有时也会加入未发布过的歌曲作为推广。
另一种常见做法是基于音乐家的概念专辑创作音乐剧，不仅沿用专辑中的歌曲，并从中提炼出故事概念，加以拓展成为完整的剧作。例如基于绿日乐队同名概念专辑制作的摇滚音乐剧《美国白痴》。安德鲁·劳埃德·韦伯的著名摇滚音乐剧《耶稣基督万世巨星》尽管是基于韦伯先前的同名概念专辑创作，但并不通常被视作典型的点唱机音乐剧。因为韦伯曾经解释，《耶稣基督万世巨星》原本就是为剧院创作的音乐剧，只是因为没人愿意投资制作，才以概念专辑的形式先行试水。
无论如何，一些音乐剧用实践证明了自己的成功。例如基于美国摇滚明星巴迪·霍利的生平所作的音乐剧《巴迪·霍利的故事》，从1989年伦敦西区揭幕以来足足热演了13年，直至2003年才圆满谢幕。而基于瑞典流行乐队ABBA创作的音乐剧Mamma Mia!引领了新一轮的摇滚音乐剧浪潮。
业界对于点唱机音乐剧的态度褒贬不一，许多评论家认为这类音乐剧为了串烧歌曲而胡编乱造情节，但有时候能够将歌曲很好融合进故事中的音乐剧同样会获得评论家的称赞。